# Caspar John
Sir Caspar John, GCB (* 22. März 1903 in London; † 11. Juli 1984 in Hayle, Cornwall) war ein britischer Seeoffizier der Royal Navy, der unter anderem als Admiral zwischen 1957 und 1960 Vize-Chef des Marinestabes sowie zuletzt von 1960 bis 1963 Erster Seelord und Chef des Marinestabes (First Sea Lord and Chief of the Naval Staff) war. Er wurde am 23. Mai 1962 zum Flottenadmiral (Admiral of the Fleet) befördert. Er war zudem von 1967 bis 1972 Vorsitzender sowie zwischen 1973 und 1984 Vizepräsident des Royal Star and Garter Home in Richmond, eine Unterkunfts- und Pflegeeinrichtung für 180 schwerverletzte Soldaten.

## Leben

### Ausbildung, Seeoffizier und Marineflieger

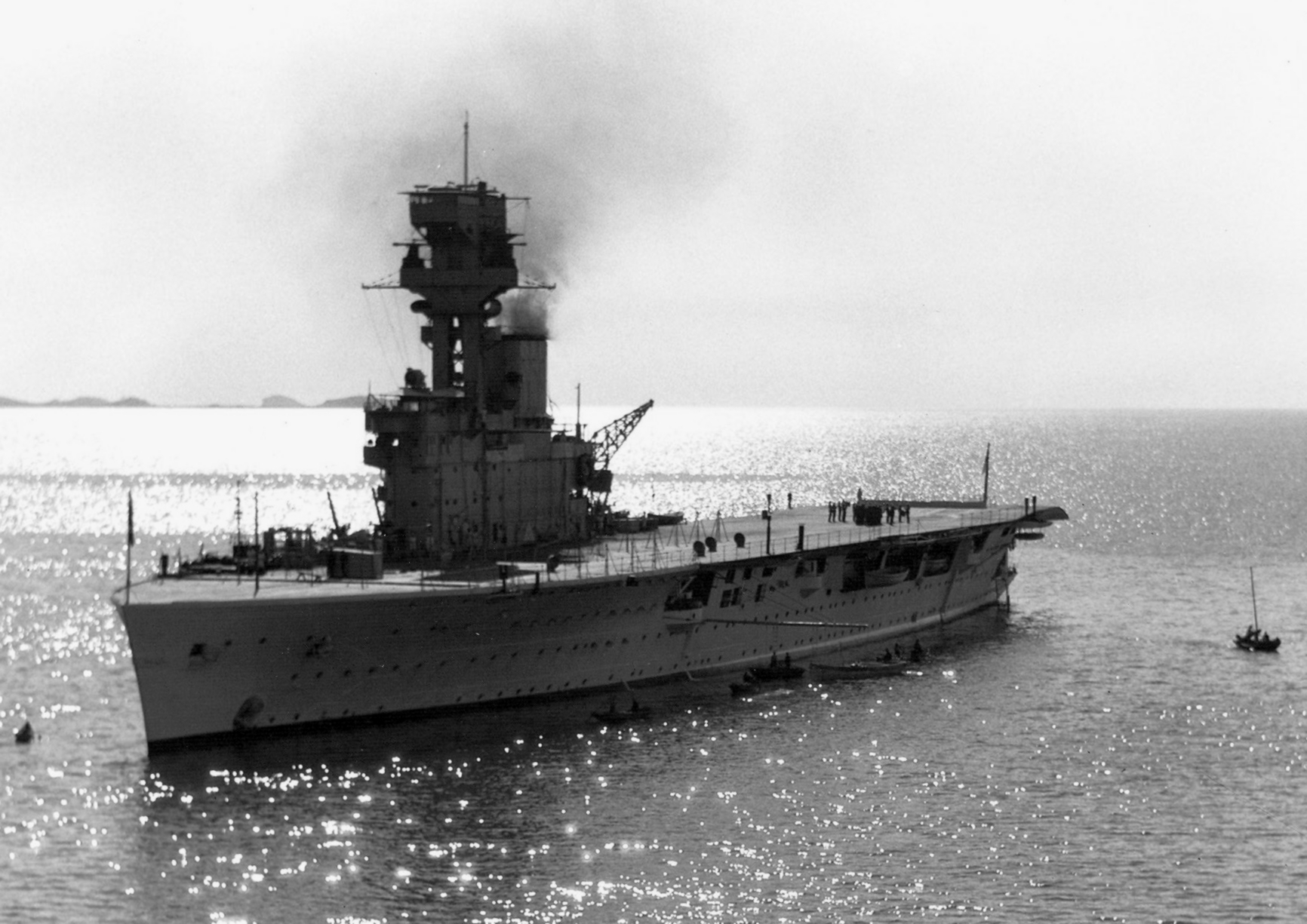
Zu Beginn seiner militärischen Laufbahn war Caspar John Militärpilot auf dem Flugzeugträger Hermes.

Caspar John war der Sohn des spätimpressionistischen Malers Augustus Edwin John aus dessen Ehe mit Ida Margaret Nettleship. Aus einer Liebesbeziehung seines mit der verwitweten Evelyn Beatrice Fleming, Mutter des Schriftstellers Ian Fleming, ging seine Halbschwester Amaryllis Marie-Louise (1925–1999) hervor, eine bekannte Cellistin und Professorin an der Royal College of Music in London. Er trat 1916 als Seekadett am Royal Naval College Osborne in die Royal Navy ein und absolvierte eine Ausbildung zum Seeoffizier am Royal Naval College Dartmouth und wurde am 15. Mai 1923 zunächst kommissarischer Leutnant (Acting/Sub-Lieutenant) sowie am 30. Januar 1924 zum Leutnant (Sub-Lieutenant) befördert. Er wurde am 29. Dezember 1924 zu dem zur Mittelmeerflotte gehörenden Flugzeugträger Hermes versetzt und dort am 30. August 1925 zum Kapitänleutnant (Lieutenant). Er absolvierte im Anschluss vom 20. März bis zum 16. Dezember 1926 ein Flugausbildung auf dem Militärflugplatz RAF Leuchars und wechselte danach zur Marinefliegertruppe FAA (Fleet Air Arm). Er war zuerst zwischen dem 16. Dezember 1926 und dem 28. Oktober 1929 Pilot des No. 440 Flight FAA auf dem Flugzeugträger Hermes, danach vom 28. Oktober 1929 bis zum 1. Juli 1930 auf dem Flugzeugträger Argus Pilot des No. 450 Flight FAA, mit dem er zwischen dem 1. Juli 1930 und dem 2. Januar 1931 auf den Flugzeugträger Courageous verlegt wurde. Im Anschluss fand er vom 2. Januar bis zum 2. Dezember 1931 Verwendung auf dem Schlachtschiff Malaya und wurde daraufhin als Pilot auf dem zur Heimatflotte (Home Fleet) gehörenden Schweren Kreuzer Exeter zur Royal Air Force (RAF) abgeordnet.

### Stabsoffizier und Zweiter Weltkrieg

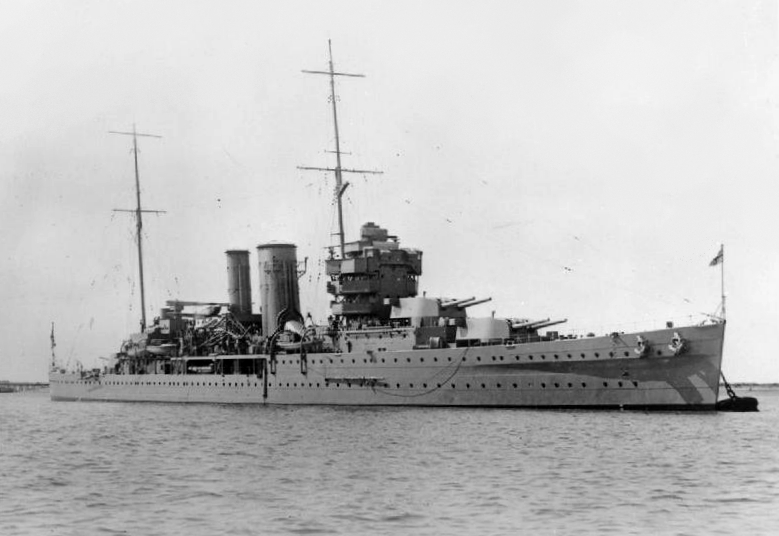
Fregattenkapitän John wurde 1939 Erster Offizier auf dem Schweren Kreuzer York, der in der Nacht des 25./26. März 1941 in der Suda-Bucht durch sechs italienische Sprengboote angegriffen und schwer beschädigt wurde.

Nach seiner Beförderung zum Korvettenkapitän (Lieutenant Commander) am 30. August 1933 war Caspar John vom 8. August 1934 bis Januar 1936 Stabsoffizier für Operationen beim Admiral der Flugzeugträgerverbände (Rear-Admiral Aircraft Carriers) und war im Anschluss zwischen Januar 1936 und Januar 1937 als Pilot beim Seaplane Reconnaissance Squadron 823 auf der vom Schlachtschiff zum Flugzeugträger umgebauten Glorious wieder zur RAF abgeordnet. Nach seiner Beförderung zum Fregattenkapitän (Commander) am 31. Dezember 1936 wechselte er am 4. Januar 1941 in die Admiralität und war dort zunächst in der Abteilung für Marineflieger sowie im Anschluss zwischen dem 18. Februar 1938 und dem 28. Juni 1939 in der Abteilung Luftmaterial tätig. Am 28. Juni 1939 wurde er Erster Offizier (Executive Officer) auf dem Schweren Kreuzer York, der in der Nacht des 25./26. März 1941 in der Suda-Bucht auf Kreta durch sechs Sprengboote des Typs M. T. der Decima Flottiglia MAS unter dem Kommando von Luigi Faggioni angegriffen und schwer beschädigt wurde. Für seine Verdienste seit Beginn des Zweiten Weltkrieges wurde er am 11. März 1941 im Kriegsbericht erwähnt (Mentioned in dispatches).
Im Anschluss wurde John am 19. Mai 1941 als Chefrepräsentant der Marine und Generaldirektor für Entwicklung und Produktion von Marineflugzeugen (Director-General of Naval Aircraft Development and Production) ins Ministerium für Flugzeugproduktion (Ministry of Aircraft Production) abgeordnet und war dort bis zum 28. März 1943 tätig. In dieser Funktion wurde er am 30. Juni 1941 zum Kapitän zur See (Captain) befördert. Danach war er zwischen dem 28. März 1943 und Juni 1944 als stellvertretender Marineattaché und Attaché für die Marineflieger an der Botschaft in den USA tätig. Am 12. Oktober 1944 wurde er Kommandant (Commanding Officer) des Geleitflugzeugträgers Pretoria Castle und behielt dieses Kommando bis Kriegsende im Mai 1945.

### Flaggoffizier in der Nachkriegszeit

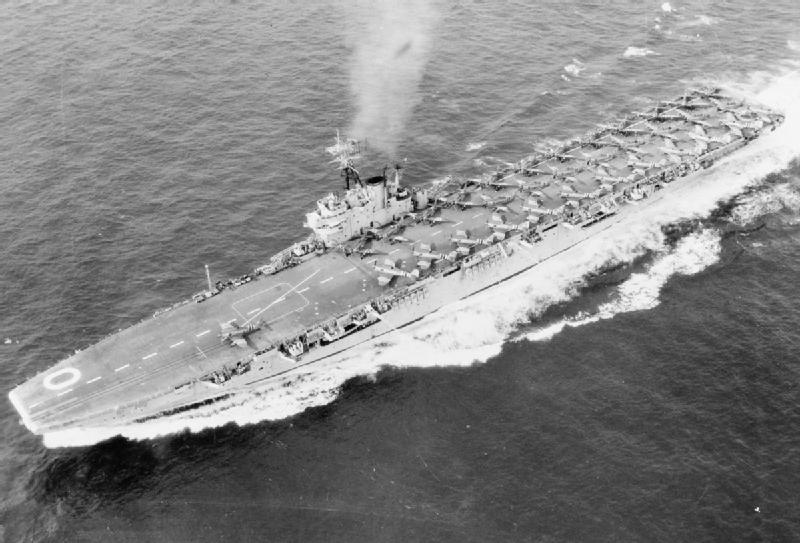
Kapitän zur See Casper John war von 1945 bis 1946 erster Kommandant des Leichten Flugzeugträgers Ocean.

Im Mai 1945 wurde Kapitän zur See Casper John erster Kommandant des Leichten Flugzeugträgers Ocean und verblieb in dieser Funktion bis November 1946. Er besuchte im Anschluss das Imperial Defence College (IDC) in London und war daraufhin zwischen dem 30. Januar 1948 und Mai 1949 Kommandant des Marinefliegerbasis HMS Fulmar auf dem Luftwaffenstützpunkt RAF Lossiemouth. Nach einer darauf folgenden Verwendung in der Admiralität wurde er am 8. Januar 1951 zum Konteradmiral (Rear-Admiral) befördert und fungierte danach zwischen Januar 1951 und Juli 1952 als Kommandeur des 3. Flugzeugträgergeschwaders (3rd Aircraft Carrier Squadron), das im November 1951 in Schweres Geschwader (Heavy Squadron) umbenannt wurde. Am 5. Juni 1952 wurde er Companion des Order of the Bath (CB). Am 11. September 1952 kehrte er in die Admiralität zurück und war zunächst Vize-Inspizient für die Marineflieger (Vice-Controller (Air), Board of the Admiralty) sowie anschließend zwischen 1953 und 1955 stellvertretender Inspizient für Luftfahrt (Deputy Controller Aircraft) im Versorgungsministerium (Ministry of Supply). In dieser Funktion erfolgte am 30. März 1954 seine Beförderung zum Vizeadmiral (Vice-Admiral).
Danach fungierte Vizeadmiral John innerhalb der Heimatflotte (Home Fleet) zwischen Juni 1955 und März 1957 als Admiral der Marinefliegerverbände (Flag Officer, Air (Home)) mit Hauptquartier auf dem Marinefliegerstützpunkt (Royal Navy Air Station) Lee-on-the-Solent. Am 31. März 1956 wurde er zum Knight Commander des Order of the Bath (KCB) geschlagen, so dass er fortan den Namenszusatz „Sir“ führte. Darüber hinaus wurde er am 10. Januar 1957 zum Admiral befördert. Darauf wurde er im Mai 1957 Nachfolger von Admiral Sir William Davis Vize-Chef des Marinestabes (Vice-Chief of Naval Staff) und hatte dieses Amt bis Februar 1960, woraufhin Admiral Sir Walter Couchman seine Nachfolge antrat.

### Erster Seelord, Admiral of the Fleet und Familie
Zuletzt wurde Caspar John am 23. Mai 1960 als Nachfolger von Admiral of the Fleet Sir Charles Lambe Erster Seelord und zugleich Chef des Marinestabes (First Sea Lord and Chief of the Naval Staff). Dieses Amt übte er bis August 1963 aus und wurde daraufhin von Admiral Sir David Luce abgelöst. Daneben fungierte er als Erster und Leitender Marineadjutant (First and Principal Naval Aide-de-camp) von Königin Elisabeth II. von 1960 bis 1962. Am 11. Juni 1960 wurde ihm darüber hinaus zum Knight Grand Cross des Order of the Bath (GCB) erhoben. Er wurde am 23. Mai 1962 zum Flottenadmiral (Admiral of the Fleet) befördert.
Nach seinem Eintritt in den Ruhestand fungierte Sir Caspar John von 1964 bis 1968 als Vorsitzender der Housing Corporation, einer durch das Wohnungsbaugesetz (Housing Act 1964) neu gegründeten öffentlichen Einrichtung, die neuen bezahlbaren Wohnraum finanzierte und Wohnungsbaugesellschaften in England regulierte. Ferner war er zwischen 1964 und 1973 Mitglied der ebenfalls neu geschaffenen Standing Security Commission, eine öffentliche Mittlerorganisation zur Untersuchung von Sicherheitsverletzungen im öffentlichen Sektor. Er war zudem von 1967 bis 1972 Vorsitzender sowie zwischen 1973 und 1984 Vizepräsident des Royal Star and Garter Home in Richmond, eine Unterkunfts- und Pflegeeinrichtung für 180 schwerverletzte Soldaten.
Aus seiner 1944 geschlossenen Ehe mit Mary Vanderpump gingen ein Sohn und zwei Töchter hervor.

## Hintergrundliteratur
- Rebecca John: Caspar John,  HarperCollins Publishers 1987, ISBN 978-0-00-217136-6